# Алонвил
Алонвил (фр. Allonville) насеље је и општина у североисточној Француској у региону Пикардија, у департману Сома која припада префектури Амјен.
По подацима из 2011. године у општини је живело 755 становника, а густина насељености је износила 72,81 становника/km². Општина се простире на површини од 10,37 km². Налази се на средњој надморској висини од 70 метара (максималној 114 m, а минималној 59 m).

## Демографија
| 1962. | 1968. | 1975. | 1982. | 1990. | 1999. | 2011. |
| ----- | ----- | ----- | ----- | ----- | ----- | ----- |
| 292   | 318   | 334   | 453   | 560   | 572   | 755   |

График промене броја становника у току последњих година